# Ernst Buschmann
Pour les articles homonymes, voir Buschmann.
Ernst Buschmann (1914 - 1996) est un homme politique communiste allemand, résistant durant la Seconde Guerre mondiale.

## Biographie
Né le 8 novembre 1914 à Solingen, Ernst Buschmann est le quatrième enfant dans une famille ouvrière de la ville. Dès sa dixième années, il s'engage dans des mouvements et dans un club sportif ouvrier, tendance qui se confirma en 1929, après sa formation d'électricien, date à laquelle il rejoindra la Ligue des jeunes communistes d'Allemagne et intègre un syndicat. Il devient ensuite membre du parti communiste d'Allemagne en 1934, mais celui-ci étant illégal depuis l'incendie du Reichstag en 1933, il doit s'exiler pour éviter une incarcération. Il fuit tout d'abord aux Pays-Bas en février 1935, avant de rejoindre l'Union Soviétique, et d'intégrer l'école internationale Lénine, à Moscou.
En 1937, pendant la guerre civile espagnole, il s'engage dans les brigades internationales, comme de nombreux autres communistes, où il est nommé chef d'état-major au bataillon Hans Beimler. À partir d'avril 1938, il est transféré comme commandant au bataillon Edgar André. Face à, l'avancée des troupes franquistes, il rejoint la France en février 1939, mais il est arrêté et emprisonné au camp de Saint-Cyprien. Avec la mise en place du régime de Vichy, il n'est pas libéré, mais déplacé au camp du Vernet, en mai 1940, puis transféré à la prison secrète de Castres, en novembre 1942. Lors de la grande évasion du 16 septembre 1943, il parvient à rejoindre Lyon, où il rejoint la Résistance dans le Comité Allemagne libre pour l’Ouest, en tant que coordinateur. Fort de sa connaissance guerrière de par sa participation à la guerre d'Espagne, il participe en 1944 à la libération de Villeurbanne.
Ernst Buschmann retourne en Allemagne, avec la fin de la Seconde Guerre mondiale, où il aide à la reformation des syndicats ouvriers et du parti communiste. En 1947, il est élu député et chef du groupe politique communiste au Landtag de Rhénanie-Palatinat. Il est aussi nommé membre de nombreuses commissions de ce Parlement, que ce soit la commission juridique, la commission de la politique culturelle ou la commission économique et des transports. En 1950, il devient président régional du parti communiste de Rhénanie-Palatinat. Il quitte alors quelque temps la RFA pour la RDA, avant d'y revenir en 1956. Il participe à la fondation du Parti communiste allemand en 1968 et œuvre aussi pour l'association des persécutés du régime nazi. En mai 1955, il obtient l'Ordre du mérite patriotique, et en 1984, il devient citoyen d'honneur de Villeurbanne.
Ernst Buschmann meurt finalement le 31 janvier 1996 à Coblence.